# オーストラリア連邦議会
オーストラリア連邦議会（オーストラリアれんぽうぎかい、英語: Parliament of Australia）は、オーストラリアの立法府である。

## 概要
両院制で、大部分はウェストミンスター・システムをモデルにしているが、多少アメリカ合衆国議会の影響も受けている。オーストラリア憲法第1条によると、イギリス国王、元老院、代議院の3つの要素で構成されている。国王の代理は、通常オーストラリアの総督が務める。
下院である代議院は、現在150人で構成され、小選挙区から1名ずつ選出される。員数は固定されていないが、定期的に行われる選挙で得票を再分配するので変化することがある。上院である元老院は、76人で構成され、各州から12名、各準州から2名選出される。元老院議員は単記移譲式投票の一種を使って選ばれる。
両院の議場は、キャンベラのオーストラリア連邦議事堂にある。

## 歴史
第1回連邦議会は、1901年5月9日にメルボルンの王立展示館で開会された。その後、1901年から1927年まで、ビクトリア州議会から借りたビクトリア州議事堂で開かれた。1927年5月9日、議会は新首都であるキャンベラに移り、現在では旧議事堂と呼ばれる建物で開催された。暫定的な建物だったが、60年以上の間、連邦議会として使用された。現議事堂は、1988年5月9日に開場した。

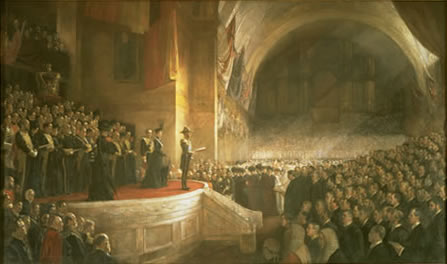
第1回連邦議会開会式
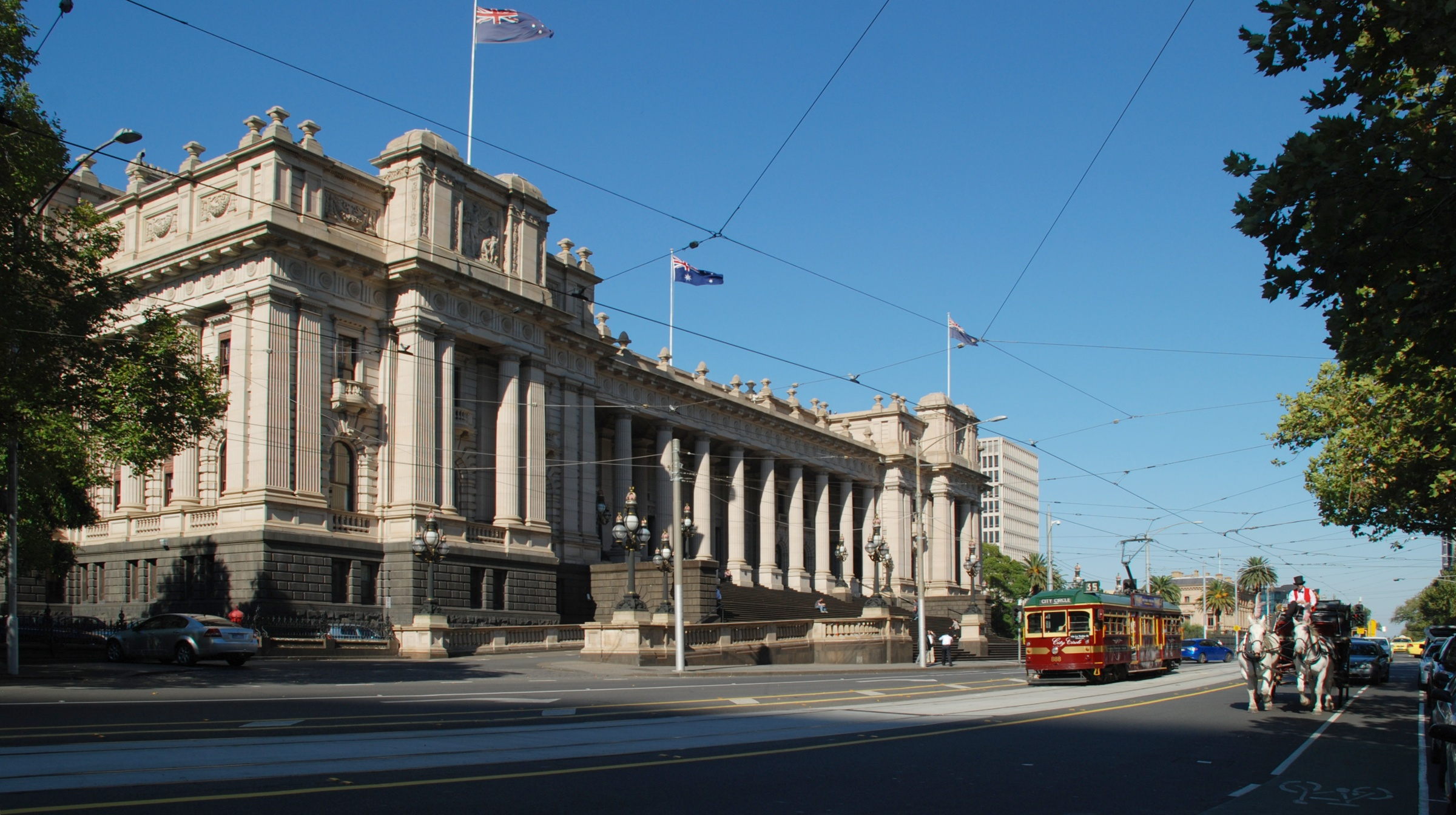
ビクトリア州議事堂
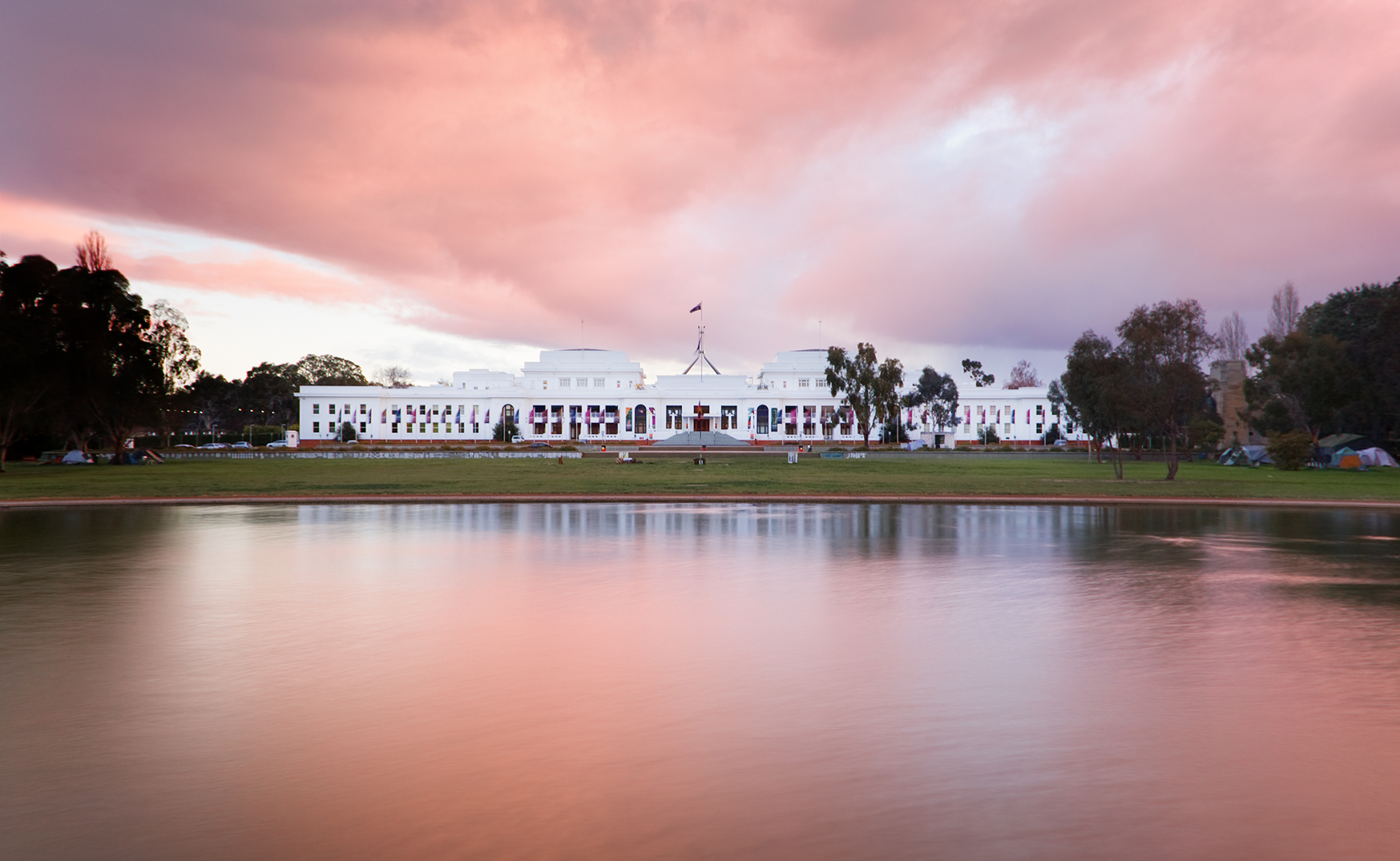
旧議事堂
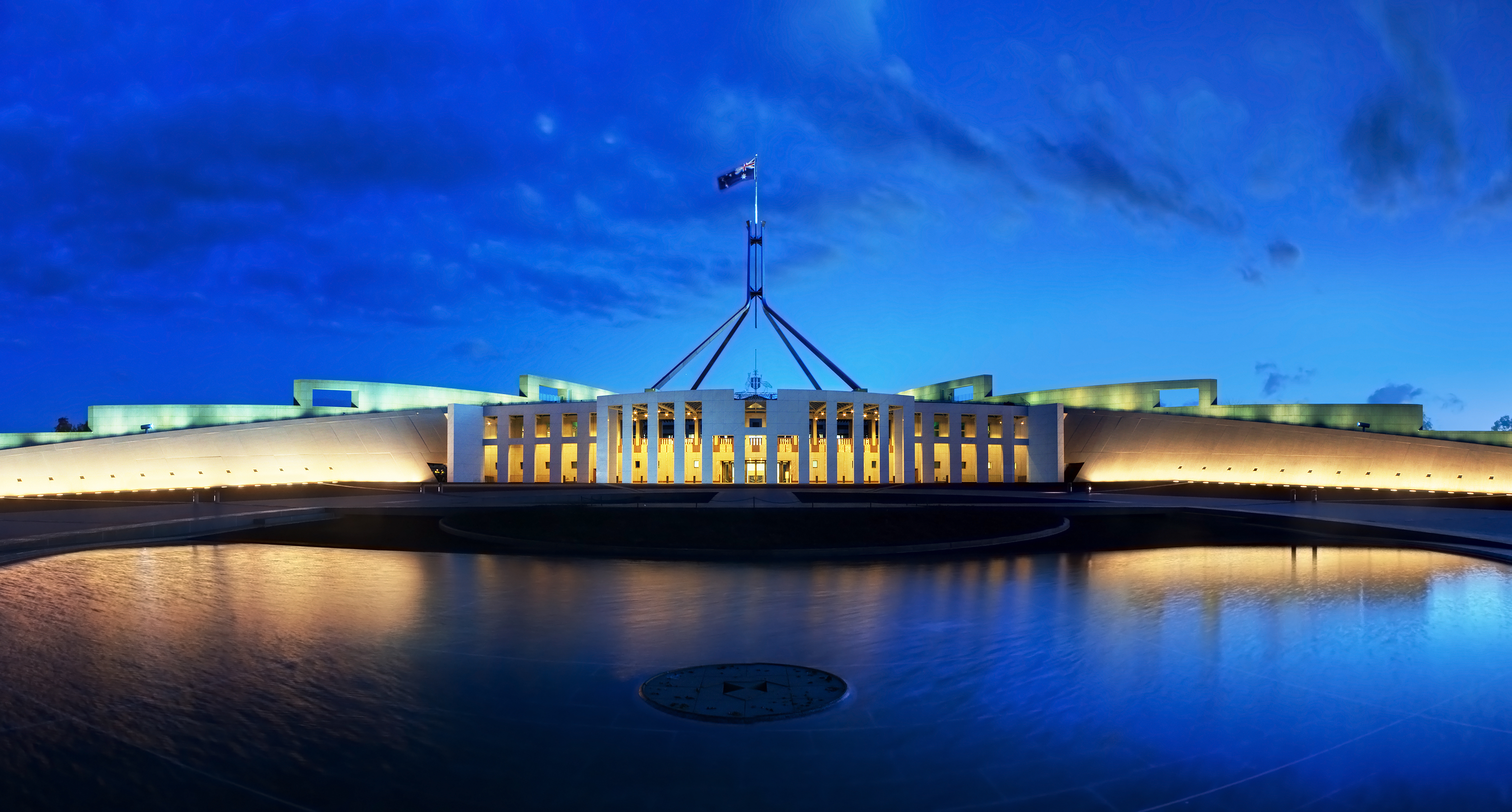
現議事堂

## 構成
憲法第1条の下、オーストラリア国王（イギリス国王）は議会の一要素である。国王の国事行為はオーストラリア総督に委任され、総督はオーストラリア首相の助言に基づいて、国王が任命する。他のさまざまな役割は、憲法及び法律により総督に委譲される。しかし、慣習により、首相及びその他の大臣の助言がなければ、総督はこれらの権力を通常行使しない。
上院である元老院は72名で構成される。アメリカ合衆国上院を模範としてモデル化され、オーストラリアの元老院は、住民人口に関係なく各州同数の議員で成り立つ。憲法は、法律によって議会が元老院議員数を決定することを許容しており、6州に平等に規定される。さらに、憲法は各州が最低でも6名を元老院議員にする権利があると規定する。しかし、これらの規定は、新しく認められた州や特別地域には適用されない。1973年に、ノーフォーク島を除く特別地域の代表者である元老院議員が選出された。現在、準州（ノーザンテリトリー）選出の2名の元老院議員も、クリスマス島やココス諸島の海外領土と同様に、ノーザンテリトリーの居住者を代表する。オーストラリア首都特別地域選出の2名の元老院議員は、首都特別地域とジャービス湾特別地域を代表する。
1949年まで、各州は憲法上最低限の6名を選出していた。この人数は1949年の選挙で10名まで増え、1984年の選挙から12名に増えた。
議会は代議院の議員数も決定することを許されている。しかし、憲法はこの議員数を、実現可能な限り元老院議員の2倍にしなければならないと規定しており、この要件は一般的に「比例条項」と呼ばれる。各州は、そこの住民数に基づいて議席数を割り当てられる。しかし、各州は住民数の大小にかかわらず、憲法で少なくとも5議席は確保されている。準州については確保されていない。議会は1922年にノーザンテリトリーに、1948年に首都特別地域に代議院の議席を与えたが、1968年までは投票権が制限されていた。
1901年から1949年まで、代議院は74名か75名で構成され、1949年から1984年の間は、121名から127名の間で構成された。1977年、オーストラリア高等裁判所は、比例条項に抵触するとして、議席を127から124に削減するよう命令した。1984年には、元老院と代議院の両方の議席が増え、それ以来、代議院は148名から151名の間で構成されている。
外国籍を有する者は、オーストラリア憲法第44条により、連邦議会（両議院のいずれであっても）の議員になることを禁止されている。